# 聖なるもの
『聖なるもの』（せいなるもの）は、2018年に公開された日本映画。監督、脚本は岩切一空。

## 概要
ミュージシャンと映画監督がタッグを組んで１本の映画を製作する“MOOSIC LAB”で2017年のグランプリに輝いた青春ストーリー。主演は南美櫻と小川紗良。

## キャスト
- 南：南美櫻
- 小川：小川紗良
- 平田：山元駿
- 橘先輩：縣豪紀
- 南が街で出会う少女：希代彩
- 舞先輩：半田美樹
- 莉奈：佐保明梨
- 青山：青山ひかる
- 松本：松本まりか
- 岩切：岩切一空

## スタッフ
- 監督：岩切一空
- 企画：直井卓俊
- 脚本：岩切一空
- 撮影：岩切一空、安田瑛己
- 特撮監督：前畠慎悟
- 美術：はんだなお
- 衣装：小宮山芽以
- 編集：岩切一空
- 音楽：有泉慧
- 主題歌：ボンジュール鈴木
- 照明：佐久間周平
- 録音：浅井隆
- メイク：はんだなお
- 操演：小杉啓人
- 助監督：笹沼未冬

## 受賞
- プチョン国際ファンタスティック映画祭長編コンペティション部門で審査員特別賞を受賞[1]。